# Doctor Doom

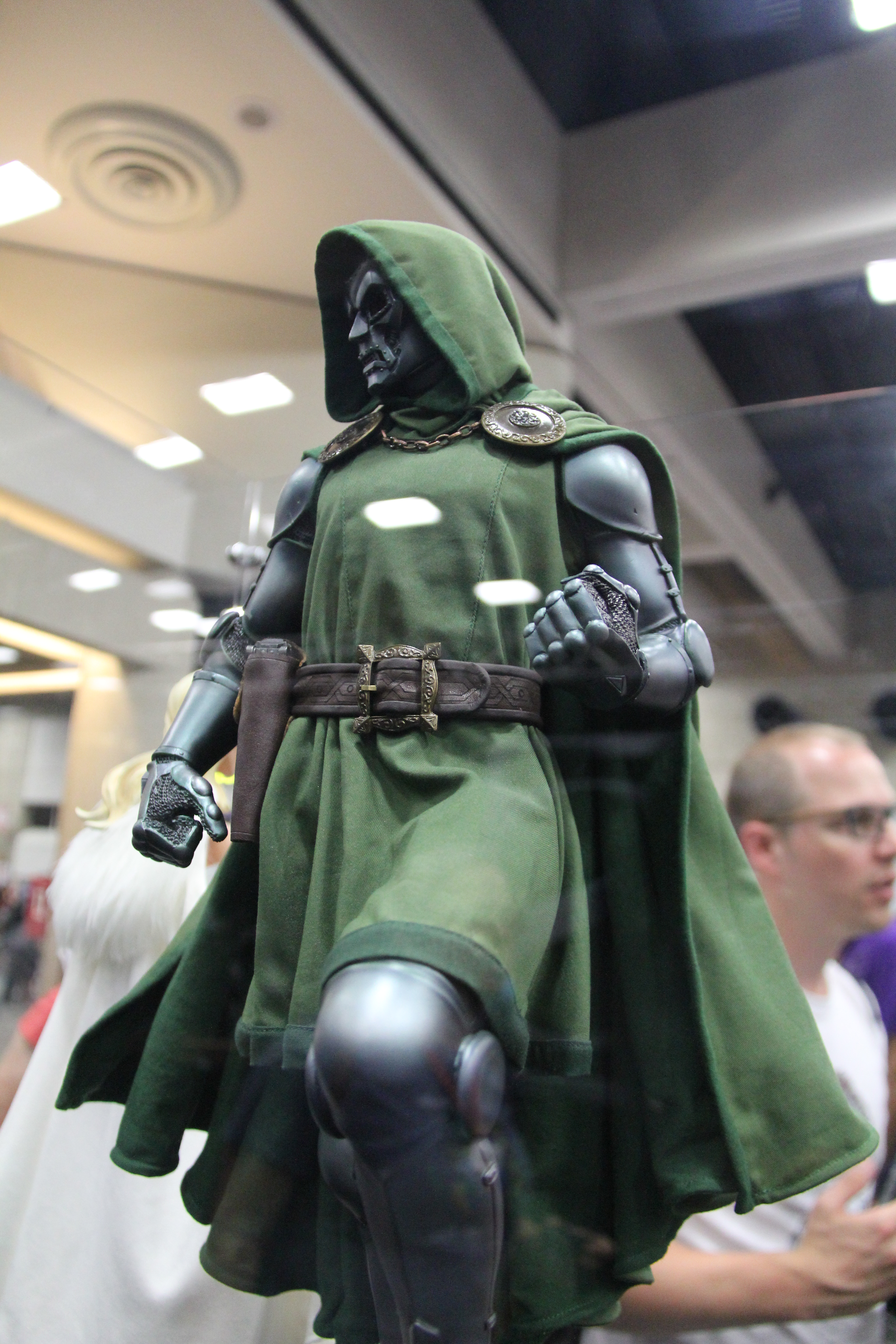
Doctor Doom

Doctor Doom (česky doktor Zhouba) je postava superpadoucha z komiksů firmy Marvel Comics. Tuto postavu vytvořili Stan Lee a Jack Kirby, poprvé se objevila v sešitu Fantastic Four č. 5 v červenci 1962.

## Základní vlastnosti
- Přezdívka: Doctor Doom
- Vlastním jménem: Victor von Doom
- Vznik: neznámé radioaktivní záření ve vesmíru, výbuch v laboratoři a magie, protože jeho matka byla mocná romská čarodějka, kterou unesl mocný démon Mephisto
- Dovednosti: materiálně mění dimenze, mění realitu, prostor i čas, zběhlost v mystických vědách, vysoký intelekt, schopnost ovládnout téměř každou technologii
- Záhuba: ponechán osudu v jedné dimenzi, kterou vytvořil

## Životopis postavy
Victor von Doom vystudoval filozofii a fyziku na Bursladské univerzitě. Chtěl vytvořit nebo najít planetu nebo galaxii (galaxie), kde by se neválčilo a lidé neznali zbraně. Proto také financoval k tomuto účelu určený vesmírný projekt, kterého se zúčastnila i skupina později známá jako Fantastická čtyřka. Po návratu na Zemi na sobě začal pozorovat různé změny. Změna postihla i jeho původně velice krásný obličej. Začal cítit zášť vůči Fantastické čtyřce, kterou obvinil z nápadu na let do vesmíru. Při pokusech Fantastické čtyřky o zpětnou změnu své podoby i DNA Dr. Doom vycítil svůj potenciál a absorboval všechnu energii z přístroje, který ho také mohl změnit na člověka. Otočil v přístroji polaritu pro změnu a tím definitivně pohřbil naděje na návrat jak pro sebe, tak pro všechny členy Fantastické čtyřky. Tím se z nich stali úhlavní nepřátelé.
Nakonec se ale Doctoru Doomovi jeho sen o planetě splnil. Jediný problém byl spatřován v tom, že spokojeně nežili lidé, ale mimozemšťané, kterým vládl člověk. Navíc díky proplétání časoprostoru různých dimenzí a jiných realit tohoto cíle bylo dosaženo v galaxii, kde všem ostatním planetám vládli všichni známí zlosynové Země. To bylo hlavním důvodem, proč se stal i úhlavním nepřítelem Spidermana.